# کسی خوابه؟
کسی خوابه؟ برنامه‌ای طنز تولید سال ۱۳۹۰ است که در بهار سال ۱۳۹۱ از شبکه اول پخش می‌شد. این مجموعه با معضلات اجتماعی و مسائل و مشکلات روز جامعه شوخی کرده‌است.